# Henrik Krummedige
Henrik Krummedige, född 1473 i Norge, död i mars 1530, var ett danskt och norskt riksråd och högste befälhavare för den danska flottan under kriget mot Sverige. Krummedige var 1489 - 1503 hövitsman på Bohus fästning i Norge, och landshövding över Laholms län med Varbergs fästning från 1508 eller 1507 till sin död 1530. Henrik Krummedige var son till Hartvig Krummedige i hans andra äktenskap och ägde Ellinge slott (gods i Västra Sallerups socken, Skåne) och godeset Månstorp. Han var gift med Anne Rud omkring 1493. Barn: Sophie Krummedige, född 1500, gift med Eske Bille.
Krummedige är mest känd för eftervärlden för sin fejd med Knut Alvsson. Fejden hade sitt ursprung i en fejd som börjat mellan de bådas fäder. Under striderna som skedde förlorade Krummedige sin ena hand vid försvaret av Bohus fästning. Fejden slutade med att Krummedige år 1502 dräpte Alvsson trots att Alvsson utlovats fri lejd för förhandlingar (se vidare Knut Alvsson). Krummedige blev efter detta illa sedd i Norge, och förflyttades därefter av kung Hans till Holbæk, där han var länsman 1503 - 1508.
Henrik Krummedige utmärkte sig i kriget mot Sverige genom att 1507 inta Nya Lödöse. 1507 - 1518 var han fogde på Laholms hus. 1510 var han högste befälhavare för den danska flottan och deltog när lübeckarna fick ett kännbart nederlag vid Nakskov 1510. 1517 - 1519 var han länsman på Varbergs fästning, men avlägsnades för en ringa försummelse av den danske unionskungen Kristian II. Han förlorade även alla sina norska län. Det uppges att det var Knut Alvssons son Karl Knutsson (Tre Rosor), som i tjänst som härförare hos Kristian II svärtade hans namn. På grund av detta slöt han sig till Fredrik I och arbetade för dennes val till konung i Norge. Efter en strid med den danske stormannen Vincens Lunge blev han år 1524 utesluten ur det norska riksrådet, men återfick 1528 denna position.
Krummedige avled 1530 och är begravd i Västra Ingelstads kyrka. Hans hustru överlevde honom med tre år. Med hans brorson utdog ätten Krummedige.
Henrik Krummedige fick som eftermäle att han var "en blandning av ett lejon och en räv".